# Arcidiocesi di Laodicea di Frigia

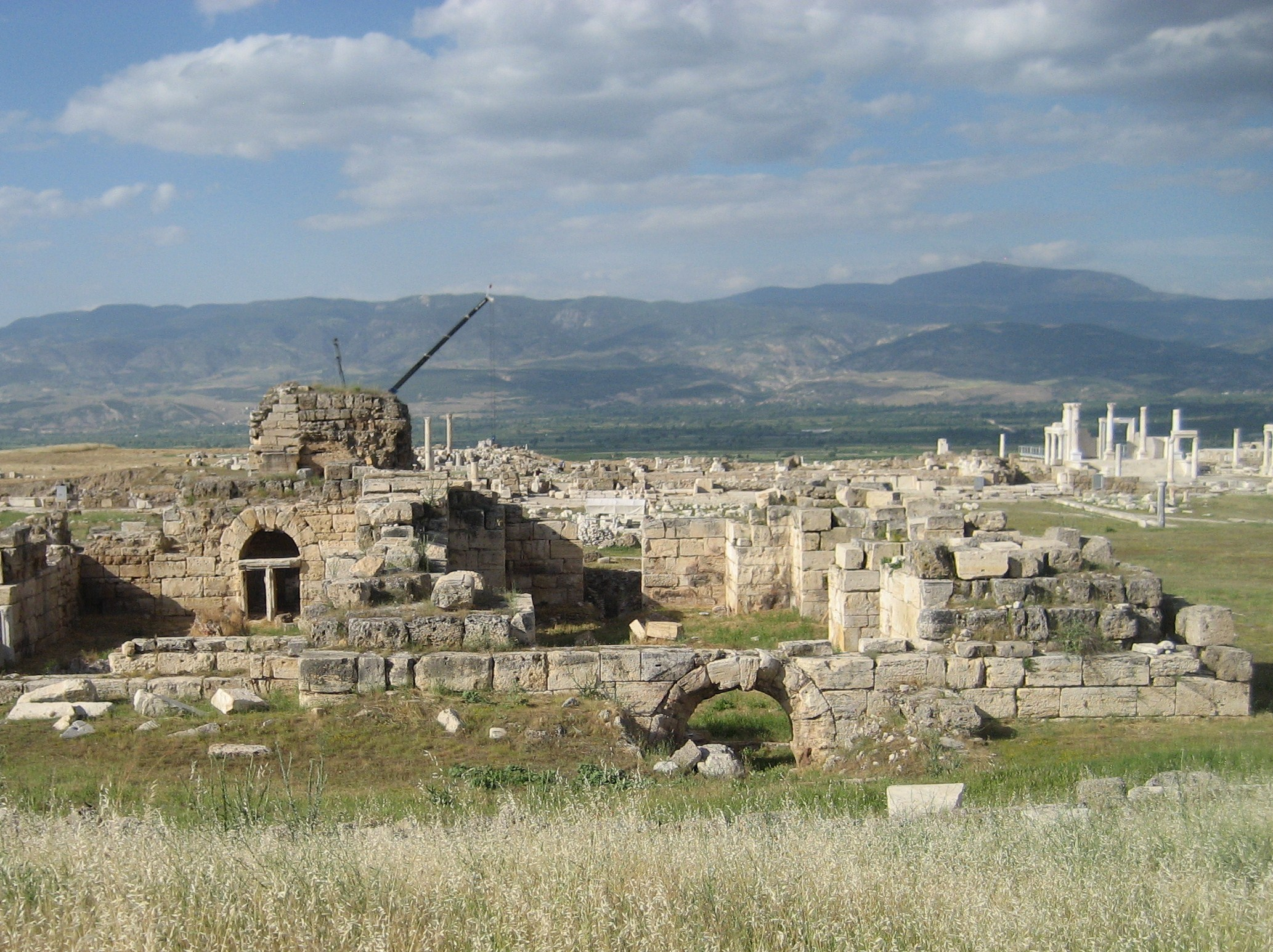
Basilica cristiana di Laodicea, costruita sulle antiche terme romane.

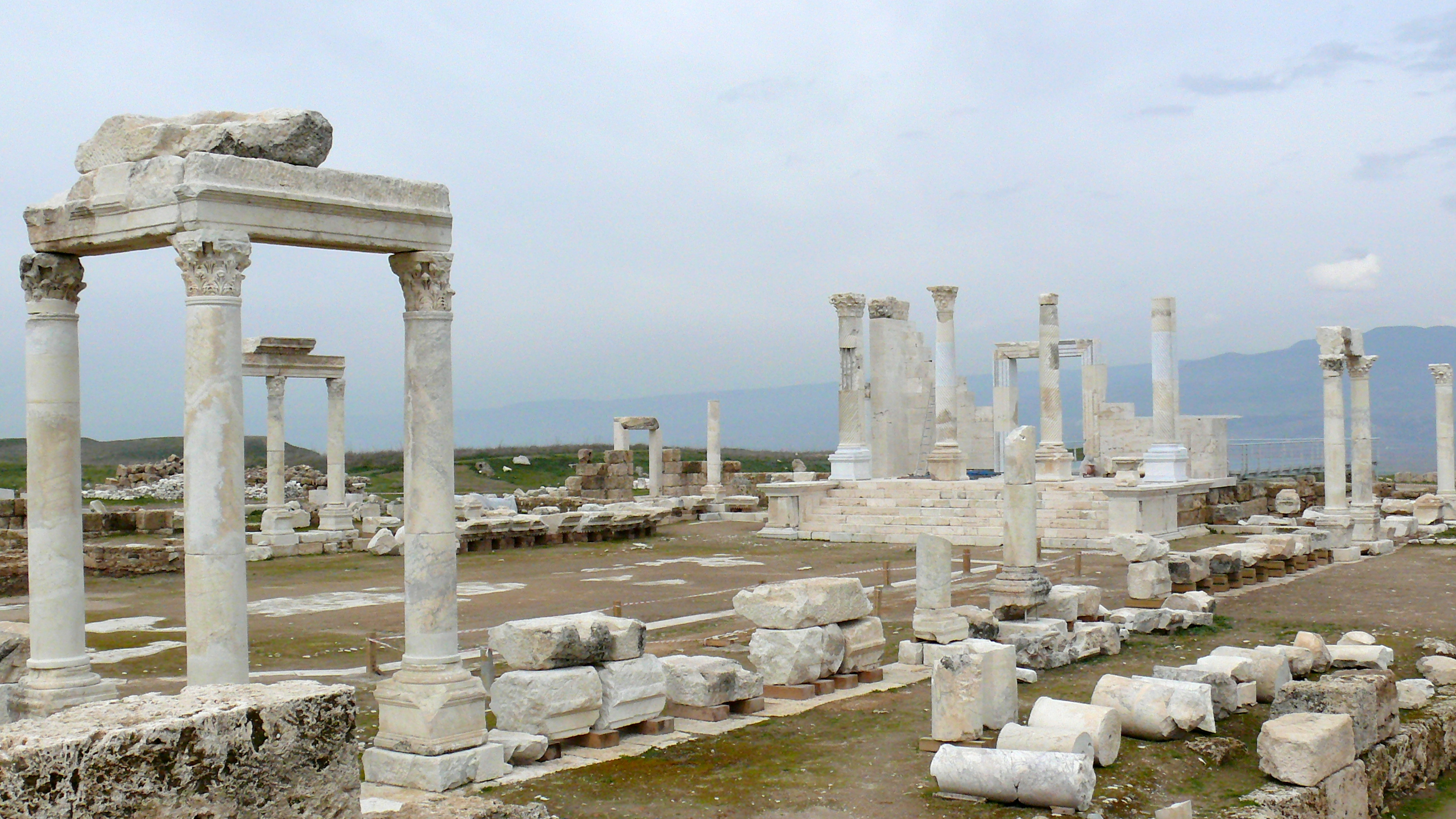
Resti della città di Laodicea al Lico.

L'arcidiocesi di Laodicea di Frigia (in latino Archidioecesis Laodicensis in Phrygia) è una sede soppressa del patriarcato di Costantinopoli e una sede titolare della Chiesa cattolica.

## Storia
Laodicea di Frigia, le cui rovine si trovano nei pressi del villaggio di Eskihisar vicino alla città di Denizli nell'odierna Turchia, è l'antica sede metropolitana della provincia romana della Frigia Pacaziana nella diocesi civile di Asia e nel patriarcato di Costantinopoli.
Laodicea fu centro di un'antica comunità cristiana, le cui origini risalgono agli albori del cristianesimo. La città è menzionata più volte da san Paolo nelle sue lettere, e sembra fosse destinataria di una delle sue epistole, la cosiddetta lettera ai Laodicesi, come testimoniato dalla lettera ai Colossesi (4,16). Lo stesso testo di Colossesi (4,17) menziona il discepolo Archippo, che nella tradizione cristiana è considerato il primo vescovo di Laodicea. Nella lettera a Filemone (v. 2) questi è chiamato da san Paolo «compagno d'armi». Ancora nella lettera ai Colossesi (4,15) l'Apostolo saluta Ninfa «con la comunità che si raduna nella sua casa»; questo discepolo è menzionato quale successore di Archippo nella lista dei primi vescovi di Laodicea.
La comunità di Laodicea è menzionata anche fra le Sette Chiese dell'Asia cui è indirizzato il libro dell'Apocalisse (3,14-22). Il destinatario dei rimproveri dell'Apocalisse è identificato dal Le Quien con quel Diotrefe di cui parla la terza lettera di Giovanni (vv. 9-10).
Il Martirologio romano, alla data del 6 ottobre, menziona il vescovo Ságaro, che fu uno degli antichi discepoli di san Paolo: «A Laodicea in Frigia, nell'odierna Turchia, san Ságaro, vescovo e martire sotto Servilio Paolo, proconsole della provincia d'Asia».
Il primo vescovo storicamente documentato è Nunechio, che prese parte al concilio di Ancira nel 314 e fu tra i padri del concilio di Nicea del 325.
A Laodicea fu tenuto un importante sinodo per la storia della vita interna della Chiesa. Fu celebrato all'incirca nella seconda metà del IV secolo e prese decisioni non su questioni di fede e di dottrina, ma unicamente su questioni disciplinari e liturgiche. Furono decretati 60 canoni miranti a: mantenere un ordine tra vescovi, clero e laici; a far applicare un comportamento modesto dei chierici e dei laici; a regolare il rapporto con gli eretici, gli ebrei e i pagani; a bandire il mantenimento del sabato ebraico e incoraggiare la domenica; alla strutturazione delle pratiche liturgiche con l'eliminazione di pratiche magiche o idolatriche; a regolare la cerimonia del battesimo, con le relative istruzioni per i catecumeni e i neofiti; a fissare il canone dei Libri sacri che si possono leggere in chiesa.
Nella Notitia Episcopatuum attribuita allo pseudo-Epifanio e composta durante il regno dell'imperatore Eraclio I (circa 640), la sede di Laodicea è elencata al 21º posto nell'ordine gerarchico delle metropolie del patriarcato di Costantinopoli e le sono attribuite 17 diocesi suffraganee. Nella Notitia attribuita all'imperatore Leone VI (inizio X secolo) Laodicea è scesa al 22º posto fra le metropolie del patriarcato, e le diocesi suffraganee sono diventate 21. L'arcidiocesi è documentata nelle Notitiae Episcopatuum fino al XIV secolo, ma già dal 1256 il territorio era stato definitivamente conquistato dagli Ottomani.
Nel 1651 un terremoto accelerò il processo di abbandono dell'antica città, che già da tempo oramai non era più sede dei metropoliti. La serie episcopale, con ampi vuoti, continuò ancora fino al XVIII secolo, ma non è chiaro se fossero metropoliti residenziali o solamente titolari. Di certo nel XIX e nel XX secolo il titolo di Laodicea è stato assegnato in più occasioni, ma la metropolia bizantina di fatto non esisteva più e i suoi vescovi erano solo titolari.
Dal XVI secolo Laodicea di Frigia è annoverata tra le sedi arcivescovili titolari della Chiesa cattolica; la sede è vacante dal 25 giugno 1968.

## Cronotassi

### Arcivescovi greci

#### Epoca romana e bizantina
- Sant'Archippo †
- Ninfa †
- Diotrefe ? †
- San Ságaro †
- Sisinnio I ? †[12]
- Nunechio I † (prima del 314 - dopo il 325)[8]
- Nonnio † (menzionato nel 343/344)[13]
- Checropio † (? - dopo il 351 nominato arcivescovo di Nicomedia)[14]
- Aristonico † (menzionato nel 431)[15]
- Nunechio II † (prima del 449 - dopo il 458/459)[16]
- Giovanni I † (menzionato nel 553)[17]
  - Tolomeo ? † (prima del 567 - dopo il 571 deposto) (vescovo monofisita)[18]
- Aimilio † (circa VII secolo)[19]
- Tiberio † (menzionato nel 681)[20]
- Eustazio † (menzionato nel 787)[21]
- Anonimo † (menzionato tra l'816 e l'826)[20]
- Teodoro † (documentato tra l'861 e l'867)[22]
- Sisinnio II † (circa febbraio 870 - ?)
- Paolo † (menzionato nell'879)
- Simeone I † (menzionato nell'879)
- Giovanni II † (seconda metà del IX secolo)[23]
- Epifanio † (prima di dicembre 905 - dopo gennaio 906)[24]
- Costantino † (prima del 912 - dopo il 925)[24]
- Pietro † (menzionato nel 965 circa)[24]
- Anastasio † (circa X-XI secolo)[25]
- Simeone II † (circa X-XI secolo)[26]
- Elia † (circa X-XI secolo)[24]
- Anonimo † (menzionato nel 1019)[24]
- Anonimo † (menzionato nel 1050 circa)[24]
- Basilio I † (seconda metà dell'XI secolo)[27]
- Michele † (prima del 1071 - dopo il 1094)[28][29]
- Anonimo † (menzionato nel 1140 e nel 1144)[24]
- Basilio II † (prima del 1147 - dopo il 1157)[30]
- Anonimo † (menzionato nel 1167)[24]
- Giovanni † (menzionato nel 1170)[24]
- Anonimo † (menzionato nel 1186)[24]
- Teodoro † (prima del 1213 - dopo il 1226)[24]

#### Epoca ottomana
- Anonimi † (menzionati tra il 1342 e il 1376)[24]
- Macario I † (prima del 1381 - ottobre/novembre 1399 deceduto)[31]
- Macario II † (menzionato a dicembre 1399)
- Teofilatto † (menzionato nel 1450)
- Gerasimo † (menzionato nel 1467)
- Anonimi † (menzionati nel 1469 e il 1470)
- Gabriele † (menzionato nel 1593)
- Joasaf † (menzionato nel 1605)
- Niceforo † (prima del 1620 - 1630 deceduto)
- Doroteo † (menzionato nel 1632)
- Sofronio † (6 settembre 1643 - ?)
- Gregorio I † (1678 - ?)
- Cosma † (1705 - ?)
- Gregorio II † (febbraio 1791 - dopo il 1797)

### Arcivescovi titolari
I vescovi di Laodicea di Frigia appaiono confusi con i vescovi di Laodicea di Siria, perché nelle fonti citate le cronotassi delle due sedi non sono distinte.
- Lorenzo Montonis, O.F.M. † (22 aprile 1504 - ?)
- Francesco Ladini † (4 settembre 1517 - ?)
- Dominik Małachowski, O.P. † (3 aprile 1527 - 15 marzo 1544 deceduto)[32]
- Giovanni Antonio di Melegnano † (6 febbraio 1534 - ?)
- Erazm Ciołek, O.Cist. † (14 novembre 1544 - 6 dicembre 1546 deceduto)[32]
- Andrzej Spot † (23 marzo 1547 - 1560 deceduto)[32]
- Leonardo Marini, O.P. † (5 marzo 1550 - 26 gennaio 1560 nominato vescovo di Lanciano)
- Stanisław Słomowski † (14 febbraio 1560 - 7 settembre 1565 nominato arcivescovo di Leopoli)[32]
- Marcin Białobrzeski, O.Cist. † (3 aprile 1566 - 19 luglio 1577 nominato vescovo di Kam"janec')[32]
- Gonzalo Herrera Olivares † (23 luglio 1568 - 20 settembre 1579 deceduto)
- Jakub Milewski † (6 ottobre 1578 - 20 novembre 1586 deceduto)[32]
- Paweł Dembski † (11 marzo 1587 - 28 febbraio 1614 deceduto)[32]
- Jean d'Esdresse † (3 agosto 1609 - marzo 1635 succeduto vescovo di Lectoure)
- Tomasz Oborski † (22 settembre 1614 - 3 luglio 1645 deceduto)[32]
- Cristoforo Caetani † (10 maggio 1623 - 2 ottobre 1634 succeduto vescovo di Foligno)
- Girolamo Binago, C.O. † (12 gennaio 1637 - 17 ottobre 1643 deceduto)
- Wojciech Lipnicki † (5 febbraio 1646 - 4 giugno 1657 deceduto)[32]
- Girolamo Buonvisi † (17 luglio 1651 - 28 maggio 1657 nominato arcivescovo, titolo personale, di Lucca)
- Giulio Spinola † (14 gennaio 1658 - 2 giugno 1670 nominato arcivescovo, titolo personale, di Nepi e Sutri)
- Mikołaj Oborski † (18 marzo 1658 - 16 aprile 1689 deceduto)[32][33]
- Rodolfo Acquaviva d'Aragona † (12 marzo 1668 - 12 maggio 1672 deceduto)
- Albert Ernst von Wartenberg † (10 novembre 1687 - 9 ottobre 1715 deceduto)
- Federico Caccia † (2 gennaio 1693 - 13 aprile 1693 nominato arcivescovo di Milano)
- Vincenzo Bichi † (11 dicembre 1702 - 31 marzo 1732 nominato cardinale presbitero di San Pietro in Montorio)
- Giacomo Oddi † (9 giugno 1732 - 9 settembre 1743 creato cardinale)
- Girolamo Spinola † (13 aprile 1744 - 15 dicembre 1760 nominato cardinale presbitero di Santa Balbina)
- Girolamo Palermo, C.R. † (5 agosto 1765 - 10 novembre 1777) deceduto)
- Manuel Buenaventura Figueroa Barrero † (16 dicembre 1782 - 3 aprile 1783 deceduto)
- Juan Acisclo Vera Delgado † (20 luglio 1801 - 15 marzo 1815 nominato arcivescovo, titolo personale, di Cadice)
- Faustino Zucchini † (19 aprile 1822 - 22 agosto 1928 deceduto)
- Vincento Garofoli, C.R.L. † (24 febbraio 1832 - 3 febbraio 1839 deceduto)
- Joseph Foraifer † (11 febbraio 1872 consacrato - circa 1895)[34]
- Raffaele de Martinis, C.M. † (28 aprile 1896 - 15 febbraio 1900 deceduto)
- Diomede Panici † (19 aprile 1900 - 6 agosto 1909 deceduto)
- Giovanni Beda Cardinale, O.S.B. † (3 febbraio 1910 - 8 novembre 1910 nominato arcivescovo di Perugia)
- Sébastien Herscher † (19 gennaio 1911 - 25 agosto 1931 deceduto)
- Amleto Giovanni Cicognani † (17 marzo 1933 - 15 dicembre 1958 nominato cardinale presbitero di San Clemente)
- Émile André Jean-Marie Maury † (8 luglio 1959 - 25 giugno 1968 nominato arcivescovo di Reims)